# Wilhelm Meisl

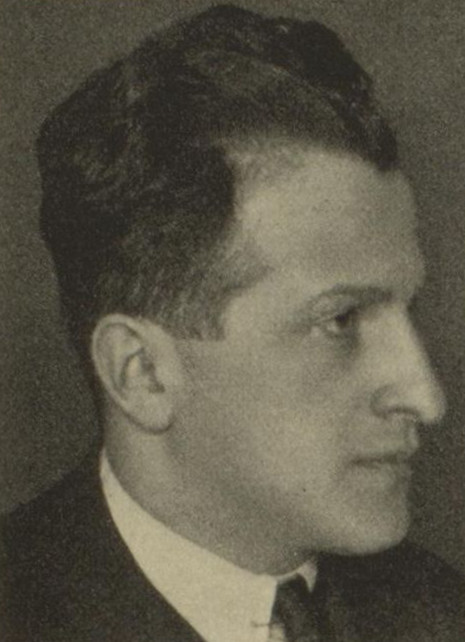
Wilhelm Meisl, um 1927

Wilhelm „Willy“ Meisl (* 26. Dezember 1895 in Wien, Österreich-Ungarn; † 12. Juni 1968 in Lugano) war ein vielseitiger österreichischer Sportler und später ein angesehener Sportjournalist.

## Leben
Willy Meisl spielte in der Zeit nach dem Ersten Weltkrieg als Fußballtormann und Kapitän bei den Wiener Amateuren in der österreichischen Meisterschaft. Von seinem älteren Bruder Hugo Meisl, der zu dieser Zeit als Verbandskapitän der österreichischen Nationalmannschaft amtierte, wurde er für das Spiel gegen Ungarn am 2. Mai 1920 ins Team berufen, kam später jedoch nicht mehr zu einem Länderspieleinsatz. Willy Meisl war zudem ein erfolgreicher Tennisspieler, Boxer, Schwimmer und Mitglied des österreichischen Wasserballteams, 1917 wurde er österreichischer Meister im Rückenschwimmen über 100 m. Von 1923 bis 1925 war er Fußballtrainer beim schwedischen Klub Hammarby IF.
Nach dem Abschluss seines Jus-Studiums 1922 in Wien begann Willy Meisl seine Journalistenlaufbahn. Von 1924 bis 1933 arbeitete er bei der Berliner „Vossischen Zeitung“ und wurde dort leitender Sportredakteur, schrieb in dieser Zeit daneben auch für andere Blätter des Ullstein-Verlages und verfasste zahlreiche Sportbücher. Er wurde bald als „König der Sportjournalisten“ und „Vater des modernen Sportjournalismus“ in Deutschland bezeichnet.
Die Machtergreifung der Nationalsozialisten 1933 in Deutschland zwang Willy Meisl als Juden im Jänner 1934 nach England zu emigrieren, wo er unter anderem bei „World Sports“ seine journalistische Karriere fortsetzte. Während des Zweiten Weltkrieges diente Willy Meisl der britischen Armee, wurde Mitglied im Redaktionsteam von Delmer und war zuständig für die Sportberichterstattung beim Soldatensender Calais. Nach Kriegsende war er weiter als Journalist in England, der Schweiz und Deutschland tätig.
Wilhelm Meisl verstarb 1968 im schweizerischen Lugano an Krebs.